# Liste des cardinaux créés par Honorius III
Le pape Honorius III (1216-1227) a créé 9 cardinaux dans 6 consistoires.

## Décembre1216
- Gil Torres
- Bertrando Savelli
- Niccolò

## 8 janvier1219
- Konrad von Urach

## Octobre,novembreoudécembre1219
- Pierre de Capoue, le mineur, patriarche latin d'Antioche

## 1219
- Niccolò de Chiaramonte

## 1221
- Leone
- Roberto Rainaldi

## 28 septembre1225
- Oliver von Paderborn, évêque de  Paderborn